# Educational Pictures

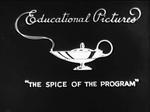
Logotipo de Educational Pictures

Educational Pictures (o Educational Film Exchanges, Inc.) fue una distribuidora de cine fundada por E. W. Hammons durante la era del cine mudo. Estrenó muchas comedias mudas, algunas protagonizadas por Buster Keaton. Durante un periodo de los años 1920, distribuyó dibujos animados como el gato Félix. Tiempo después estuvo a cargo de cortometrajes de Fox Film Corporation.
En 1930, el caricaturista Paul Terry firmó un contrato con la distribuidora para publicar sus dibujos animados a través de Fox. Educational continuó a cargo de cortos y dibujos animados de Fox y 20th Century Fox, hasta 1938, cuando cerraron.

## Logo
Su logo es una lámpara mágica, con la frase "Educational Pictures" arriba formada por el humo de esta. Debajo de la lámpara, entre comillas está escrito The Spice of the Program (en español: "La especia del programa").
El aspecto del logo era algo distintivo y único de Educational. Los cortometrajes comenzaban generalmente con la frase "E. W. Hammons presents" (E. W. Hammons presenta) en la parte superior, seguido por el título del corto. En la parte inferior estaba ubicado el pequeño logo de Educational. Bajo el logo había una frase de copyright, algunas veces seguida por el nombre de E. W. Hammons.
- Datos: Q1250181
- Multimedia: Educational Pictures / Q1250181